# Jan Leidel

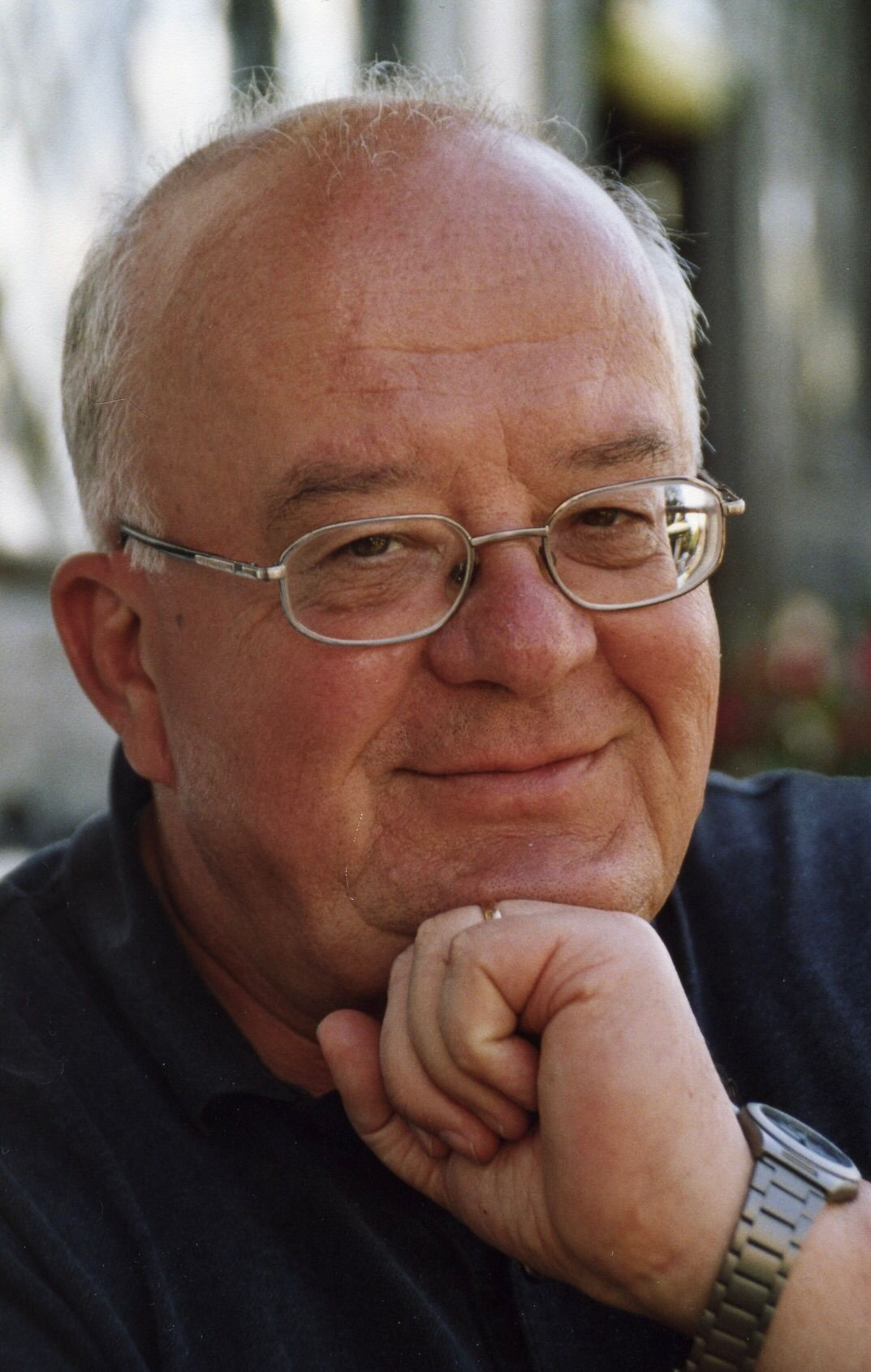
Jan Leidel (2023)

Jan Leidel (* 14. Juli 1944 in Gießen; † 10. Februar 2024 in Köln) war ein deutscher Virologe und Sozialmediziner, der als Leiter des Gesundheitsamtes der Stadt Köln von 1985 bis 2009 in vielen Verbänden und Institutionen des öffentlichen Gesundheitswesens engagiert war und vielfach ausgezeichnet wurde.

## Leben
Leidel war Sohn des Dermatologen und Lyrikers Hans Joachim Leidel (1915–1962) und der Dermatologin Hilde Leidel, geb. Adolph (1918–1979).
Nach dem Besuch des Landgraf-Ludwigs-Gymnasiums in Gießen studierte Jan Leidel von 1964 bis 1970 an der Justus-Liebig-Universität, Gießen, Humanmedizin. Nach dem Studium war er zunächst wissenschaftlicher Assistent bei Hans Joachim Eggers am Institut für Medizinische Virologie, dem er 1973 nach Köln folgte, um dort mit ihm das Virologische Institut der Universität zu Köln aufzubauen. 1975 promovierte Jan Leidel über die Standardisierung des Prüfverfahrens antiviraler Desinfektionsmittel zum Doktor der Medizin. 1978 wechselte er zum Kölner Gesundheitsamt, wo er als Seuchenreferent für die Verhütung und Bekämpfung übertragbarer Krankheiten und alle Fragen der allgemeinen und speziellen Hygiene zuständig war. 1979 erfolgte nach dem Besuch des Amtsarztkurses an der Akademie für öffentliches Gesundheitswesen in Düsseldorf (AföG) die Ernennung zum Städtischen Obermedizinalrat. Nach der staatsärztlichen Prüfung im Jahre 1980 erfolgten 1982 die Ernennung zum Stadtmedizinaldirektor und die Anerkennungen als Arzt für Öffentliches Gesundheitswesen sowie als Facharzt für Mikrobiologie und Infektionsepidemiologie. 1985 erfolgte die Ernennung zum Leitenden Stadtmedizinaldirektor, kurz nachdem ihm die Leitung des Kölner Gesundheitsamtes übertragen worden war, welches im Jahre 1905 unter der Leitung des ersten ärztlichen Beigeordneten Kölns, Peter Krautwig, als erstes Stadtgesundheitsamt Deutschlands gegründet worden war.
Jan Leidel war verheiratet mit Sigrid Leidel, geb. Kalina (1944–1996), die von 1977 bis 1996 den Kölner Kinder- und Jugendgesundheitsdienst leitete. Aus der Ehe gingen ein Sohn und eine Tochter hervor. Von 1998 bis zu seinem Tod am 10. Februar 2024 war Leidel in zweiter Ehe verheiratet mit der 1955 in Grefrath geborenen Anglistin, Übersetzerin und Schriftstellerin Beate Felten-Leidel.
Leidel wurde am 17. Februar 2024 auf dem neuen Friedhof in Köln-Weiden beigesetzt.

## Wirken
Während Leidels Amtszeit wurde das Kölner Gesundheitsamt eine der ersten Einrichtungen, die in Anlehnung an den aus der katholischen Soziallehre entlehnten Begriff der Subsidiarität sozialkompensatorische Arbeitsansätze entwickelten. So übernimmt das Kölner Gesundheitsamt die hausärztliche Versorgung von in Köln lebenden Menschen, die keinen festen Wohnsitz haben, chronisch psychisch krank sind oder aus anderen Gründen nicht in der Lage sind, die Angebote der gesundheitlichen Regelversorgung in Anspruch zu nehmen.
Ende 2006 wurde durch Leidel das Arbeitsgebiet Gesundheitsförderung im Alter eingerichtet in Kooperation mit den Seniorennetzwerken Köln, unter anderem mit dem niedrigschwelligen Projekt zur Hebung der Körperlichen Aktivität 3000 Schritte extra in Rundgängen in den Kölner Veedeln.
Leidel initiierte das als Kölner Linie bekannt gewordene, mit Wohlfahrtsverbänden und Interessensvertretern abgestimmte Versorgungs- und Präventionskonzept bei AIDS. Das Gesundheitsamt koordiniert die Arbeiten.
Als erster Psychosozialer Betreuer wurde 1986 der damals als Psychotherapeut in Köln wirkende Pfarrer Rainer Jarchow angestellt, der später die Deutsche AIDS-Stiftung gründete.

## Ehrenämter und Verbandstätigkeit
Leidel wurde von Rita Süssmuth in den 1987 gegründeten Nationalen Aids-Beirat berufen, dem er bis 2010 angehörte, und war von 1991 bis 2006 Vorsitzender des Prüfungsausschusses für die staatsärztliche Prüfung an der Akademie für öffentliches Gesundheitswesen in Düsseldorf (AföG). Leidel war Mitglied zahlreicher Fach- und Berufsverbände, unter anderem war er Vorsitzender des Landesverbandes Nordrhein-Westfalen des Bundesverbandes der Ärzte des Öffentlichen Gesundheitsdienstes (BVÖGD) und wurde für den Marburger Bund in die Kammerversammlung der Ärztekammer Nordrhein gewählt. Des Weiteren war Leidel seit 1994 Mitglied der Ständigen Impfkommission (STIKO), von 2004 bis 2007 deren stellvertretender Vorsitzender, und vom 16. Februar 2011 bis März 2017 deren Vorsitzender. Von 1998 bis 2012 war er Mitglied des Wissenschaftlichen Beirats des Robert Koch-Instituts (RKI) und hat in dieser Funktion das Programm RKI 2010 (Konzept zur Stärkung und Neugestaltung des RKI als Public-Health-Institut in Zusammenarbeit mit dem BMG) mitentwickelt. Außerdem war Leidel Mitglied der Arbeitsgemeinschaft Meningokokken (AGMK) des Deutschen Grünen Kreuzes. Ab 2009 war Leidel einer der beiden stellvertretenden Vorsitzenden des Kreisverbandes Köln des Deutschen Roten Kreuzes.
Für den Deutschen Ärztetag 2014 in Düsseldorf, der sich auch mit dem Schwerpunkt des Öffentlichen Gesundheitsdienstes beschäftigt, war Leidel Ehrenpräsident.

## Ehrungen
Aufgrund seiner Verdienste für den Öffentlichen Gesundheitsdienst wurde ihm 1996 – gemeinsam mit seiner ersten Frau, die höchste Auszeichnung des Bundesverbandes der Ärzte im Öffentlichen Gesundheitsdienst, die Johann-Peter-Frank-Medaille verliehen. In der Laudatio wurde Leidel als „Querdenker, vor allem aber als Vordenker des Öffentlichen Gesundheitsdienstes“ bezeichnet. 1997 verlieh die Bundesvereinigung Gesundheit ihm die Hildegard-von-Bingen-Medaille in Anerkennung der von ihm entwickelten sozialkompensatorischen Arbeitsansätze bei der Arbeit des Gesundheitsdienstes.
Im Juni 2009 erhielt Leidel von der Ärztekammer Nordrhein und der Kassenärztlichen Vereinigung Nordrhein die Johannes-Weyer-Medaille für besondere Verdienste.

## Werke (Auswahl)
- Gesundheitsförderung: Aufgabe für den öffentlichen Gesundheitsdienst von morgen. In: B. Badura et al.: Zukunftsaufgabe Gesundheitsförderung (Kongressdokumentation). Kohlhammer Verlag, Stuttgart 1989.
- Prävention sexuell übertragbarer Krankheiten. In: P. Allhoff, G. Flatten, U. Laaser (Hrsg.): Krankheitsverhütung und Früherkennung; Handbuch der Prävention. Springer-Verlag, 1993.
- Komplementär oder subsidiär – wofür brauchen wir eigentlich das Gesundheitsamt? In: Gesundheitswesen, 56, 1994, S. 493–497
- Der öffentliche Gesundheitsdienst im Spannungsfeld zwischen Sparzwang und neuen Aufgaben. In: Gesundheitswesen, 58, 1996, S. 571–577
- Sozialmedizinische Aufgaben des ÖGD. In: Bundesgesundheitsblatt, 48, 2005, S. 1130–1137.
- Infektionsschutz als Aufgabe des Öffentlichen Gesundheitsdienstes. In: Hofmann (Hrsg.): Handbuch der Infektionskrankheiten. ecomed, 27. Erg.Lfg. 8/2008.
- (mit R. Strauss, P. Helbling): Schnittstellen zwischen Infektionsmedizin und öffentlichem Gesundheitsdienst. In: R. Marre, Th. Mertens, M.Trautmann, W. Zimmerli (Hrsg.): Klinische Infektiologie. Elsevier, München 2008.
- (mit H.-G. Kimont): Obdachlosenmedizin und Öffentlicher Gesundheitsdienst. In: J. G. Gostomzyk: Angewandte Sozialmedizin. ecomed (Loseblattsammlung, Stand 2009)
- Engagiert für die Gesundheit der Bevölkerung – der Öffentliche Gesundheitsdienst. In: Bundesgesundheitsblatt, Juli 2009, S. 791–797.
- Impfen (33 Fragen – 33 Antworten 9): Corona-Impfungen – Fakten und Hintergründe für Ihre Impfentscheidung, Piper Taschenbuch, München 2021. ISBN 978-3-492-31740-5.